# Mus callewaerti
Il topo di Callewaert (Mus callewaerti Thomas, 1925) è un roditore della famiglia dei Muridi diffuso nell'Africa centrale.e sud-occidentale.

## Descrizione
Roditore di piccole dimensioni, con la lunghezza della testa e del corpo tra 82 e 89 mm, la lunghezza della coda tra 45 e 60 mm, la lunghezza del piede tra 14 e 15,5 mm, la lunghezza delle orecchie tra 11 e 12 mm.

La pelliccia è ruvida. Le parti superiori sono marroni scure, cosparse di peli giallo-brunastri. I fianchi sono più giallastri. Le parti dorsali sono bianche, con dei riflessi giallastri sul petto. Il dorso delle zampe è bianco. La coda è più corta della testa e del corpo, bruno-grigiastra sopra e bianca sotto.

## Biologia

### Comportamento
È una specie terricola. 

## Distribuzione e habitat
Questa specie è diffusa nell'Angola nord-orientale e centrale e nella Repubblica Democratica del Congo meridionale ed occidentale.
Vive probabilmente nelle savane e nelle foreste tra 900 e 1.400 metri di altitudine.

## Conservazione
La IUCN Red List, considerato che l'habitat di questa specie è privo di serie minacce e che la popolazione è probabilmente numerosa, classifica M.callewaerti come specie a rischio minimo (Least Concern).